# منغز
منغز (بالإنجليزية: Mengeš)‏ هي مستوطنة تقع في سلوفينيا في Upper Carniola.[بحاجة لمصدر] يقدر عدد سكانها بـ 6,119 نسمة ومساحتها 13.3 كم2 وترتفع عن سطح البحر 315.9 متر.